# BlueSleep
Blue Sleep — российская компания-производитель товаров для сна.

## История
Компания была основана в 2017 году англичанами Марком Хэмилфордом и Стивеном Инскоу, выпускником экономического факультета МГУ и бизнес-школы «Сколково» Гошей Семёновым и российским предпринимателем Дмитрием Гуржий. В основу легла бизнес-модель, ранее успешно опробованная американским стартапом Casper — прямая продажа ограниченного ассортимента матрасов через интернет. Инвестиции в запуск составили 400 тысяч долларов. Первая модель матраса была выпущена ограниченным тиражом на британской фабрике Breasley, с которой сотрудничали Casper и Blue Sleep, и после проверки концепции предприниматели перенесли производство в Россию.

## Бизнес-модель
Blue Sleep работает по модели прямых продаж конечному потребителю (direct-to-consumer) с упором на интернет и соцсети. На 2019 год до 40% выручки компании приносил инстаграм, где она работала с несколькими десятками блогеров. Компания пробовала работать в офлайн-рознице, но сочла это направление неприбыльным и закрыла точки. 
Помимо основного продукта — матрасов — компания выпускает другие товары для сна (постельное бельё, одеяла, подушки) и кровати; в планах — мебель для дома. Для матрасов действует 100-дневная политика возврата, если тот не подошёл покупателю. Компания оценивает долю возвратов в 4% и утверждает, что передаёт такие изделия на благотворительные нужды. Своей основной аудиторией компания называет миллениалов и молодые семьи. 

## Инвестиции
- 2017 — 635 тысяч долларов, основную часть которых предоставили Хамильфорд и ряд британских акционеров, которые получили контрольный пакет[1].
- 2018 — 300 тысяч долларов от существующих инвесторов и неназванной российской мебельной компании[1].
- 2020 — 30 млн рублей от фонда «Тилтех капитал» за 7% в компании при оценке в 428 млн рублей. Инвестиции планировалось направить на развитие логистики в Санкт-Петербурге и Краснодаре и разработку трекера сна[6].
- 2021 — 1 млн долларов от «Тилтех капитал» и действующих инвесторов. Средства планировалось направить на запуск производства мебели: складных диванов, кресел, тумбочек, светильников и т.д.[4]

## Компания
Доли в российской компании структурированы через британскую фирму Hush Sleep. Основные владельцы — Хамилфорд, Гуржий и «Тилтех капитал». Выручка Blue Sleep в 2020 году составила 192,6 млн рублей (рост на 90% к 2019), чистая прибыль — 7,8 млн рублей (рост в 3,6 раз к 2019).